# Herman Mignon
Herman Mignon (Ninove, 21 maart 1951) is een Belgische oud-atleet, die was gespecialiseerd in de middellange afstand. Hij nam tweemaal deel aan de Olympische Spelen en veroverde op twee verschillende onderdelen drie Belgische titels. Hij werd ook Europees kampioen bij de junioren.

## Biografie

### Tweede en toch Europees kampioen bij de junioren
Mignon werd in 1967 ontdekt bij een interscholenwedstrijd te Geraardsbergen. Hoewel hij noch in zijn woonplaats Waarbeke, noch in Geraardsbergen, waar hij lid was geworden van de plaatselijke atletiekvereniging, over een sintelbaan beschikte, ontwikkelde hij zich onder deskundige leiding van Marcel Vandewattyne. Twee jaar later, in 1969, werd hij bij de scholieren Belgisch kampioen op de 800 m. Weer een jaar later veroverde hij de Europese titel bij de junioren op de 3000 m. Die overwinning kwam voor de kenners als een volslagen verrassing. Bovendien was na afloop van de wedstrijd ook Mignon zelf in de veronderstelling, dat hij 'slechts' tweede was geworden. Was immers de Duitser Wolfgang Rieslinger niet als eerste de finish gepasseerd? Toen hem na de race werd verteld, dat deze wegens hinderen was gediskwalificeerd, was Mignon volkomen verrast. Weliswaar had de Duitser hem in de eindsprint gedwongen steeds verder naar buiten uit te wijken, maar van enige verontwaardiging was bij de Belg geen sprake geweest. Met zijn eindtijd van 8.08,6, de beste wereldprestatie bij de junioren in 1970, was hij nochtans een waardig kampioen.

### Finalist op Olympische Spelen 1972
In 1972 werd Mignon voor het eerst bij de senioren Belgisch kampioen Alle Categorieën op de 800 m en op de 1500 m. Hij nam dat jaar ook voor het eerst deel aan de Olympische Spelen in München, waar hij uitkwam op de 800 en de 1500 m. Op het eerste onderdeel werd hij zesde in de halve finale, terwijl hij op het tweede onderdeel via twee tweede plaatsen in serie en halve finale de finale wist te bereiken, waarin hij in 3.39,1 zesde werd.
Een jaar later was Mignon present op de Europese kampioenschappen indooratletiek, die in de Rotterdamse Ahoy-hallen werden gehouden. Hoewel hij daar op de 1500 m een zilveren medaille veroverde, was de Belg teleurgesteld over zijn prestatie. De Pool Henryk Szordikowsky was hem in de eindsprint te snel af geweest en hem vijftien honderdste seconde voorgebleven. "Ik was echt een beetje ontgoocheld. Ik heb een tamelijk goede conditie, maar hij was me werkelijk te sterk. Hij heeft ook iets meer ervaring. Het zal me nadien nog wel meer spijten dat ik hier niet gewonnen heb."

### Nierinfectie
In 1974 openbaarde zich bij Herman Mignon een nierinfectie, waardoor hij een jaar lang niet in staat was om te trainen. Het zag er even naar uit dat hij geheel verloren zou zijn voor de atletiek. In het voorjaar van 1975 mocht hij de training hervatten en in de loop van dat jaar kwam hij langzaam maar zeker weer in de buurt van zijn oude vorm. Uiteindelijk wist hij er op de Belgische kampioenschappen van dat jaar op de 1500 m in 3.44,5 een derde plaats uit te slepen achter Leon Schots en Marc Nevens.
Internationaal maakte hij zijn comeback een jaar later bij de Europese indoorkampioenschappen van 1976 in München. Hij kon niet meestrijden voor de ereprijzen, maar zijn vierde plaats schonk hem grote voldoening en gaf hem het nodige zelfvertrouwen in verband met een mogelijke selectie voor de Olympische Spelen in Montréal.

### Olympische Spelen 1976
Die selectie kwam er inderdaad en zo maakte Mignon in juli 1976 deel uit van een Belgische olympische ploeg van 27 atleten. In Canada deed hij het in zijn serie op de 1500 m uitstekend. Hoewel hij als vierde eindigde en zich daardoor niet automatisch kwalificeerde, behoorde hij met zijn 3.38,32 (vrijwel gelijk aan zijn PR), tot de snelste verliezers en kon hij dus door naar de halve finale. Hierin moest hij het opnemen tegen onder anderen John Walker, de latere olympische kampioen, David Moorcroft, Steve Ovett en Thomas Wessinghage. Tegen dit geweld was hij niet opgewassen en in 3.40,92 ging hij als zevende eervol ten onder. In de finale zou later zijn landgenoot Ivo Van Damme schitteren door de zilveren medaille binnen te halen, op een tiende seconde achter winnaar Walker.
Mignon sloot het seizoen af met een verbetering van zijn PR op de 1500 m in Scandinavië en opnieuw een snelle race tijdens de Belgische kampioenschappen, waar hij vlak achter Ivo Van Damme (1e in 3.38,2) als tweede eindigde in 3.38,3.

### Laatste jaar
In 1977 kwam Mignon voor het laatst op grote toernooien in actie. Bij de Europese indoorkampioenschappen in San Sebastian miste hij op een haar na de finale, op de Belgische kampioenschappen veroverde hij achter Marc Nevens voor de laatste maal een zilveren medaille op zijn geliefde afstand, de 1500 m, om ten slotte bij de allereerste Memorial Van Damme, de wedstrijd ter ere van de eind 1976 bij een verkeersongeval zo jammerlijk omgekomen Ivo Van Damme, in 3.40,1 zijn beste tijd van het jaar realiseerde. Het bleek het laatste wapenfeit van de Belg met het rossige haar.

### Clubs
Mignon was aangesloten bij AC Geraardsbergen. In 1978 werd hij er clubtrainer.

### Stratenloop
Van 2003 tot 2015 werd jaarlijks in Waarbeke de "Stratenloop Herman Mignon", een stratenloop over 4, 8 en 12 km, gehouden.

## Kampioenschappen

### Internationale kampioenschappen
| Onderdeel | Titel                     | Jaar |
| --------- | ------------------------- | ---- |
| 3000 m    | Europees juniorenkampioen | 1970 |

### Belgische kampioenschappen
| Onderdeel | Jaar       |
| --------- | ---------- |
| 800 m     | 1972       |
| 1500 m    | 1972, 1973 |

## Persoonlijke records
| Onderdeel | Prestatie | Datum            | Plaats    |
| --------- | --------- | ---------------- | --------- |
| 800 m     | 1.46,80   |                  |           |
| 1500 m    | 3.37,86   | 10 augustus 1976 | Stockholm |
| 1 mijl    | 4.06,1    |                  |           |
| 3000 m    | 7.47,95   | 1 september 1976 | Keulen    |
| 5000 m    | 13.43,4   |                  |           |

## Palmares

### 800 m
- 1970: 4e BK AC - 1.51,8
- 1972:  BK AC - 1.47,9
- 1972: 6e ½ finale OS in München - 1.49,7

### 1500 m
- 1972:  BK AC - 3.43,5
- 1972: 6e OS in München - 3.39,1
- 1973:  EK indoor in Rotterdam - 3.43,16
- 1973:  BK AC - 3.46,7
- 1975:  BK AC - 3.44,5
- 1976: 4e EK indoor in München - 3.47,1
- 1976: 7e ½ finale OS in Montréal - 3.40,92 (in serie 3.38,32)
- 1976:  BK AC - 3.38,3
- 1977: 5e ½ fin. EK indoor in San Sebastian - 3.43,5
- 1977:  BK AC - 3.42,9
- 1977: 4e Memorial Van Damme - 3.40,1

### 3000 m
- 1970:  EK junioren in Parijs - 8.08,73